# 26500 Тосіохіно
26500 Тосіохіно (26500 Toshiohino) — астероїд головного поясу, відкритий 2 лютого 2000 року.
Тіссеранів параметр щодо Юпітера — 3,352.
Названо на честь Тосіо Хіно (яп. としお・ひの(日野利夫) тосіо хіно).